# Albert Fink

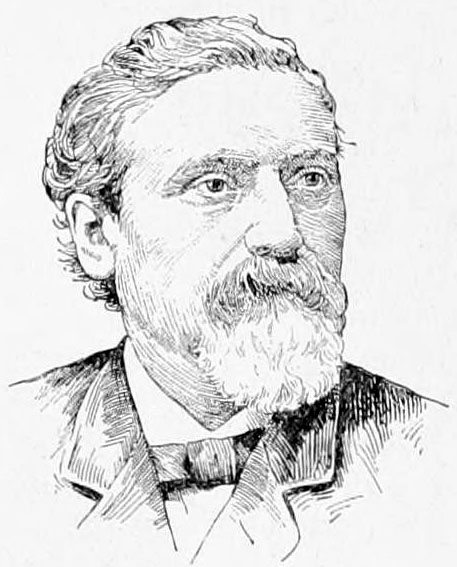
Albert Fink

Albert Fink (* 27. Oktober 1827 in Lauterbach (Hessen); † 3. April 1897 in Ossining, New York) war ein deutsch-amerikanischer Bauingenieur. Er ist bekannt für den Entwurf von Eisenbahnbrücken, bei denen der Finkträger (auch verwendet zum Beispiel als Dachträger) nach ihm benannt ist.

## Leben
Fink studierte Bauingenieurwesen und Architektur am Polytechnikum in Darmstadt mit dem Abschluss 1848. Ein Jahr später wanderte er in die USA aus, wo er Zeichner und später Assistent des Chef-Ingenieurs Benjamin Henry Latrobe, II bei der Baltimore and Ohio Railroad wurde, zuständig für den Entwurf und den Bau von Gebäuden und Brücken. Er war wesentlich am Bau der Eisenbahnlinie von Cumberland (Maryland) nach Wheeling (West Virginia) beteiligt mit einigen der ersten eisernen Brücken in den USA wie 1852 die über den Monongahela River in Fairmont (West Virginia), damals mit 305 Fuß die längste eiserne Eisenbahnbrücke in den USA, realisiert mit dem von ihm erfundenen Finkträger.

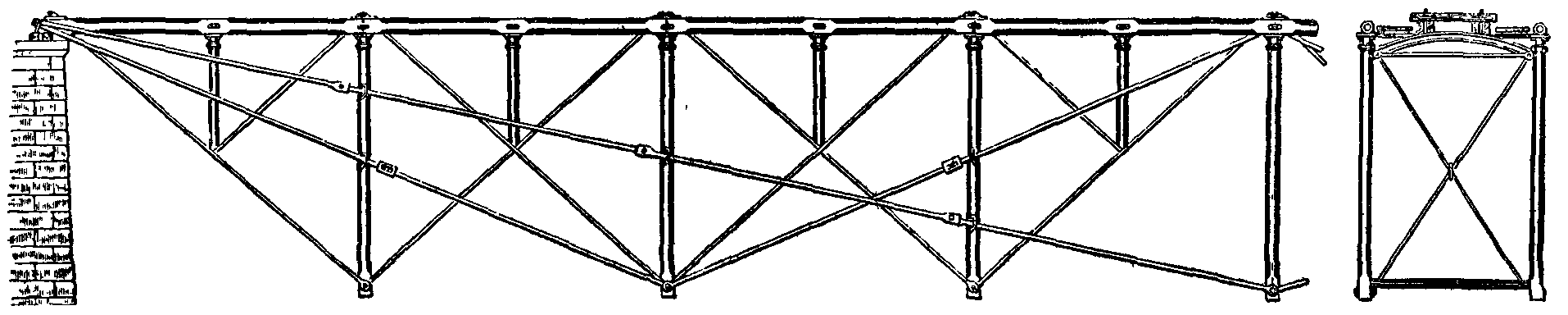
Fink-Träger (Seitenansicht und Querschnitt)

Auch an der Linie zwischen Grafton (Virginia) und Parkersburg (West Virginia) beaufsichtigte er den Bau vieler Brücken und Tunnel. In der gleichen Zeit war er als beratender Ingenieur am Bau der Eisenbahnbrücke in Norfolk (Virginia) beteiligt für die Norfolk and Petersburg Railway. Ab 1857 war er Assistent des Chefingenieurs der Louisville and Nashville Railroad, George McLeod. Dort war er unter anderem für den Bau der Green River Bridge (1859) bei Munfordville in Kentucky verantwortlich (damals die längste eiserne Brücke in den USA und in Nordamerika nur von der Victoria Bridge in Montreal übertroffen), eine Brücke über den Cumberland River in Nashville (1866) und über den Ohio River in Louisville (Kentucky) (1870, Fourteenth Street Bridge), damals mit einer Länge von einer Meile die längste Fachwerkbrücke. Sie wurde ebenfalls mit Finkträgern gebaut. 1860 wurde er leitender Ingenieur bei der Louisville and Nashville Railroad.
Im Sezessionskrieg wurden viele seiner Brücken zerstört, und er verbrachte das anschließende Jahrzehnt mit dem Wiederaufbau.

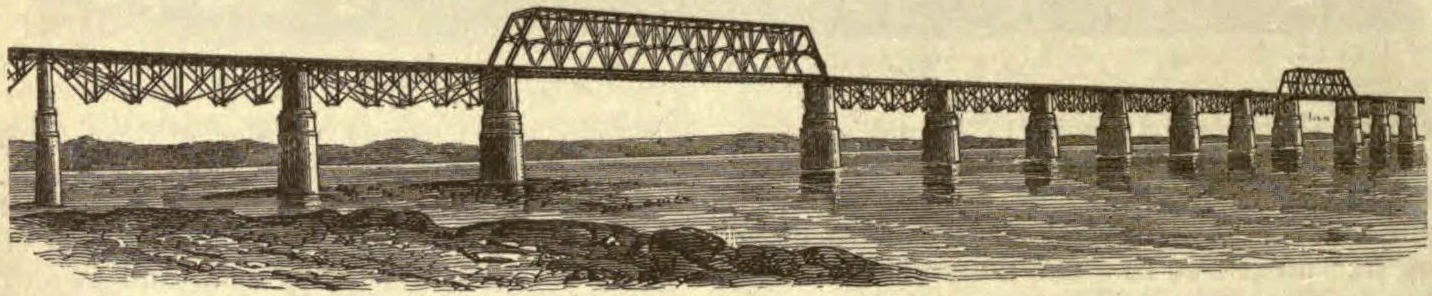
Brücke in Louisville, Kentucky

1865 wurde er General Manager der Louisville and Nashville Railroad und 1869 deren Vizepräsident und General Superintendent. In dieser Zeit wurde die Verrugas-Brücke in Peru mit Finkträgern gebaut. Die ebenfalls zu dieser Zeit in Peru gebaute Puente de Fierro ist eine der letzten nach erhaltenen Brücken mit Finkträgern. 1875 ging er in den Ruhestand und wollte zunächst nur schriftstellerisch tätig sein, erhielt dann aber den Auftrag die Southern Railway and Steamship Association in Atlanta aufzubauen, die die heftige Konkurrenz unter den dortigen rund 25 Eisenbahngesellschaften regulieren sollte, wofür man eine allgemein anerkannte Persönlichkeit suchte. 1879/1880 war er deren Präsident. Es gelang ihm die Frachttarife zu standardisieren und zu stabilisieren. Als er 1877 durch New York City kam (er wollte Deutschland besuchen), wurde er von den vier Präsidenten großer Eisenbahnlinien in New York (Vanderbilt, Jewett, Scott, Garrett) beauftragt, dort ebenso zu schlichten. Er gründete die Trunk Line Association und wurde deren Leiter.
Fink ist bekannt als einer der ersten, der genau die tatsächlichen Transportkosten von Eisenbahnen in den USA untersuchte. Anlass war die Finanzkrise von 1873. Er veröffentlichte den Fink-Report über Transportkosten (1874).
1878 wurde er Präsident der American Society of Civil Engineers (ASCE). 1889 ging er endgültig in den Ruhestand (nachdem zuvor 1887 mit dem Interstate Commerce Act die staatliche Regulierung einsetzte, die seine Mediation weniger dringlich machte) und wohnte in Kentucky. Er war zweimal verheiratet.